# Gekluisterde levens
Gekluisterde levens (Engels: Of Human Bondage) is een semiautobiografische bildungsroman van W. Somerset Maugham uit 1915 over een jongen met een klompvoet die afstand neemt van zijn strenge religieuze opvoeding, geneeskunde gaat studeren en verliefd wordt op een serveerster.

## Intrige
Philip Carey is een negenjarige jongen met een klompvoet.
Na de dood van zijn ouders moet hij bij zijn oom en tante gaan wonen in Blackstable, een dorpje in Kent. Aan het geld dat hij van zijn ouders geërfd heeft, zal hij pas vanaf zijn eenentwintigste kunnen komen. Zijn oom William Carey, een anglicaanse priester met rigide religieuze overtuigingen, geeft hem een harde opvoeding. Philip wordt naar een kostschool gestuurd waar hij wegens zijn handicap weinig vrienden krijgt. Wanneer na een gebed zijn klompvoet niet geneest, begint zijn geloof voor het eerst te wankelen.
Oom William wil dat Philip naar de universiteit van Oxford gaat om priester te worden, maar in plaats daarvan gaat hij een jaar in Heidelberg studeren. Daar ontmoet hij zijn landgenoot Hayward en de Amerikaan Weeks. Discussies met hen brengen hem stilaan van zijn geloof af. 
Terug in Engeland heeft hij een kortstondige relatie met juffrouw Wilkinson, een vriendin van de familie. Daarna gaat hij schilderkunst studeren in Parijs. Hij heeft er een relatie met zijn medestudente Fanny Price, maar deze pleegt zelfmoord wegens financiële problemen.
Philip beseft dat hij te weinig talent heeft om het te maken als kunstschilder. Na de dood van zijn tante gaat hij geneeskunde studeren in Londen. Daar leert hij de serveerster Mildred Rogers kennen. Zij behandelt hem uit de hoogte, maar stemt er toch in toe een paar keer met hem uit te gaan. Hij doet haar een huwelijksaanzoek, maar ze wijst hem af omdat hij niet rijk genoeg is. Kort daarna trouwt ze met de Duitser Emil Miller. Philip begint een relatie met Norah Nesbitt, die pulpromannetjes schrijft onder een pseudoniem. Op een dag staat Mildred echter voor de deur. Miller heeft haar zwanger gemaakt en vervolgens laten zitten. Philip maakt het uit met Norah. Mildred leeft een tijdje op zijn kosten, totdat ze ervandoor trekt met Harry Griffiths, een vriend van Philip. Mildred raakt aan lager wal en wordt straatprostituee. Haar baby sterft, en ze krijgt syfilis.
Philip verspeelt de erfenis van zijn ouders op de beurs. De aandelen van Zuid-Afrikaanse mijnen die hij gekocht had, zijn waardeloos geworden tijdens de Boerenoorlog. Wegens geldgebrek moet hij zijn studie twee jaar onderbreken. Hij verblijft een tijdje bij het gezin van Thorpe Athelny, met wiens dochter Sally hij een goede band ontwikkelt. Athelny helpt hem aan een job als winkelbediende.
Na de dood van zijn oom kan Philip zijn studie verderzetten met het geld dat hij erft. Hij loopt stage bij dokter South in een vissersdorpje in Dorset. Deze aanvankelijk norse man biedt Philip aan om zijn praktijk over te nemen. Tijdens een uitstapje in Londen vraagt Philip Sally ten huwelijk in de National Gallery.

## Achtergrond
De titel is ontleend aan het vierde deel van de Ethica van Spinoza: De servitute humana, seu de affectum viribus (Over de menselijke afhankelijkheid of de kracht van affecten). Somerset Maugham meende dat menselijk gedrag vaak meer gevoelsmatig dan rationeel was. Philips verliefdheid op Mildred illustreert dit, net als zijn tijdelijke bevlieging om kunstschilder te worden.
De roman is gedeeltelijk autobiografisch. Somerset Maugham werd wees op zijn achtste. Hij groeide verder op bij zijn oom en tante, en zat op een kostschool. Hij studeerde korte tijd aan de Universiteit van Heidelberg, en deed een volledige studie geneeskunde in Londen. Hij had echter geen klompvoet.

## Verfilmingen
- Of Human Bondage werd in 1934 verfilmd met Leslie Howard en Bette Davis. Het verhaal begint als Philip reeds volwassen is. Mildred is geen prostituee, en ze krijgt tuberculose in plaats van syfilis.[4]
- In 1946 werd het boek nogmaals verfilmd, met Paul Henreid en Eleanor Parker.[5]
- In 1964 volgde een derde verfilming, met Laurence Harvey en Kim Novak. Ook hierin wordt Philips jeugd overgeslagen, maar Mildred wordt wel prostituee en krijgt syfilis.[6]